# (5489) Oberkochen
(5489) Oberkochen (1993 BF2) – planetoida z pasa głównego asteroid okrążająca Słońce w ciągu 4,26 lat w średniej odległości 2,63 j.a. Odkryta 17 stycznia 1993 roku.